# لوكاس كانديدو (كرة يد)
لوكاس كانديدو مواليد 19 مارس 1989 في غوارولوس، هو لاعب كرة يد برازيلي يلعب كجناح أيمن. مثل منتخب البرازيل لكرة اليد. شارك في دورة الألعاب الأولمبية الصيفية سنة 2016. حقق المركز الأول في دورة الألعاب الأمريكية 2015.

## سجل المنافسة
شارك في البطولات التالية:
- بطولة العالم لكرة اليد للرجال 2015
- الألعاب الأولمبية الصيفية 2016

## الميداليات
| الميدالية | المسابقة                    |
| --------- | --------------------------- |
| ذهبية     | دورة الألعاب الأمريكية 2015 |

## روابط خارجية
- لوكاس كانديدو على موقع أوليمبيديا (الإنجليزية)
- لوكاس كانديدو على موقع اللجنة الأولمبية البرازيلية (البرتغالية)